# Personnalités liées à Villard-de-Lans
Cet article liste les personnalités qui sont nées, décédées ou ont vécu, sinon fortement influencé la ville de Villard-de-Lans, en France. De nombreuses célébrités sont ainsi présentes, artistique, culturel et sportif.

## Personnalités historiques

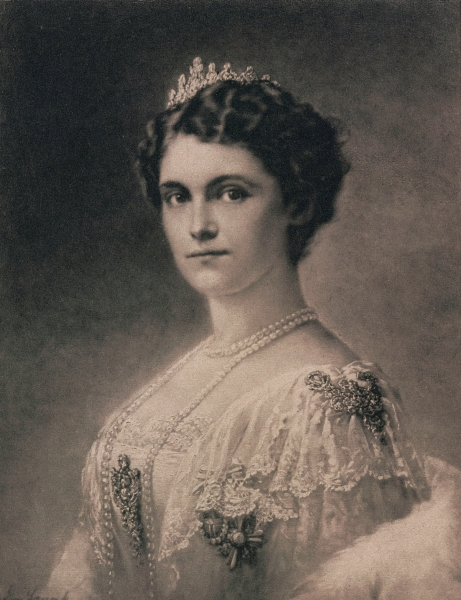
Zita de Bourbon-Parme en 1915.

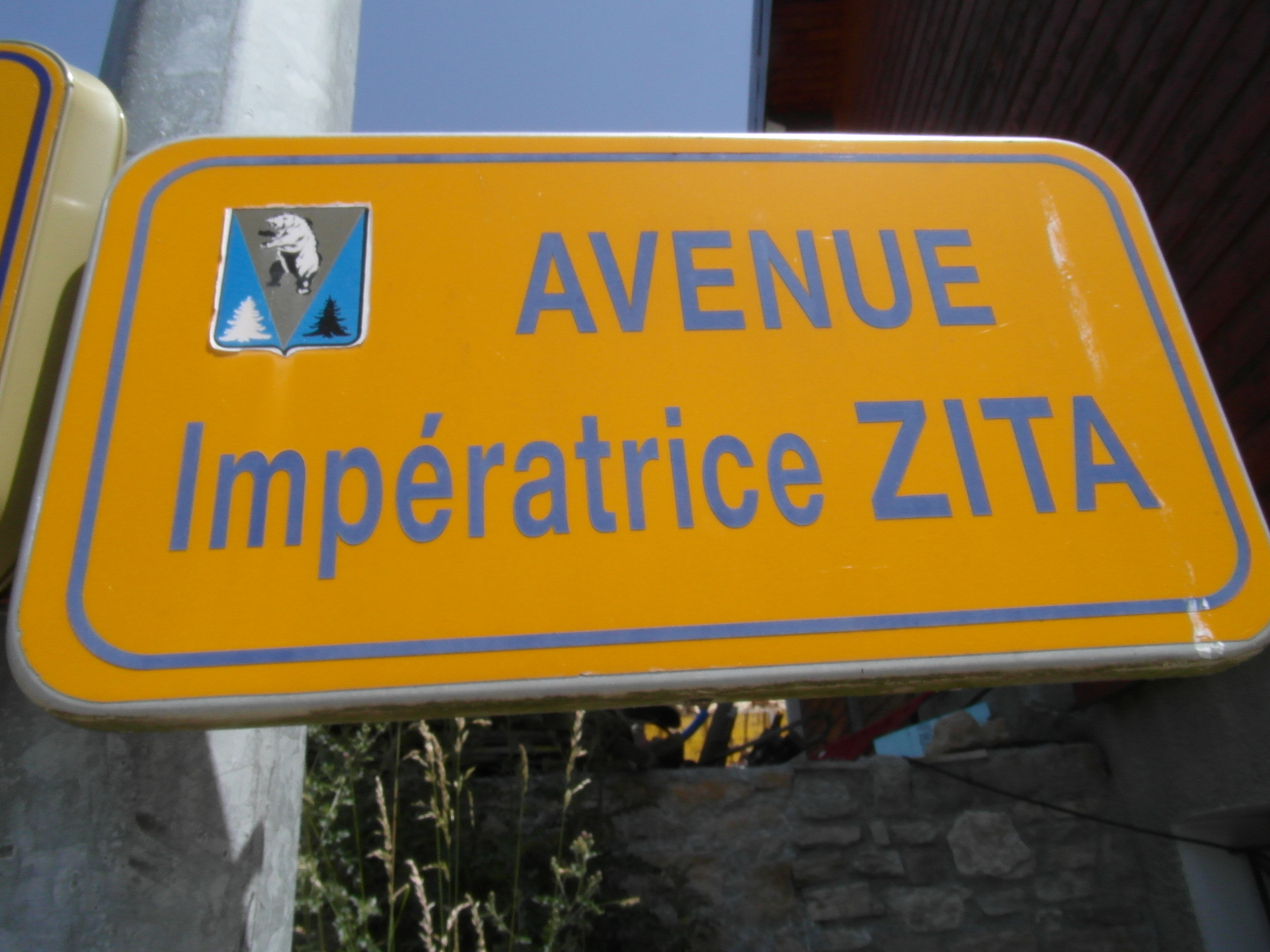
...et la plaque de rue de son avenue.

- Zita de Bourbon-Parme (1892 - 1989), impératrice d'Autriche, reine de Hongrie et de Croatie (1916 - 1918) a habité durant l'été 1929, en qualité de souveraine en exil, dans une grande maison située au hameau des Blachons avant de retourner en Belgique. En souvenir de son passage, une rue a été baptisée de son nom à Villard-de-Lans, dans le secteur des Blachons, à proximité de la cité scolaire Jean Prevost[1].
- Yves Farge (1899 - 1953), homme politique français et journaliste au Progrès de Lyon. Durant la Seconde Guerre mondiale, il est chargé par le général Delestraint d’organiser militairement le massif du Vercors et de mettre en place le « plan montagnards », plan prévoyant d'utiliser le massif du Vercors comme base d'accueil d'éléments aéroportés alliés, afin d'agir à Grenoble et Valence pour couper la retraite allemande au moment de la Libération. À la fin de la guerre, devenu commissaire de la République à la Libération de Lyon, il crée les structures des « Villages d'enfants » organisées pour prendre en charge les enfants défavorisés, victimes des bombardements et des combats. Un de ses villages sera installé sur le territoire de Villard-de-Lans[2].
- Pierre Dalloz (1900 - 1992), alpiniste, photographe, écrivain et architecte urbaniste français, membre et cofondateur du maquis du Vercors. Grand connaisseur du Vercors, de par sa qualité d'alpiniste, il est le principal initiateur du « plan montagnards », idée reprise par le général Delestraint[3].
- Jean Prevost (1901 - 1944), écrivain et journaliste français, organisateur du maquis du Vercors en 1944 et dont la cité scolaire de Villard porte le nom. Il fut tué les armes à la main sous le nom de « capitaine Goderville » dans une embuscade alors qu'il quittait le maquis du Vercors.
- Monique Guyot (1906 -2001), directrice de la pension Sainte-Marie, alors située près du Lycée Polonais, auteure d'un Journal intime écrit durant la fin de la Seconde Guerre mondiale, publié avec des annotations de Philippe Laborie sous le titre Journal d'une pétainiste et écrit entre janvier 1944 et mai 1945[4]. Ce livre est publié aux Presses Universitaires de Grenoble[5].
- Wenceslas Jean Godlewski (1906-1996). Codirecteur, puis directeur du lycée polonais Cyprian-Norwid où il était professeur[Note 3].
- Lionel Terray (1921 - 1965), célèbre alpiniste français et auteur d'un ouvrage connu sur ce sujet, intitulé : « Les Conquérants de l'inutile ». Né à Grenoble et mort le 19 septembre 1965 aux arêtes du Gerbier, sommet du Vercors qui domine les villages de Villard-de-Lans et de Corrençon.
- Léa Blain (1922 - 1944), Employée des postes et résistante du Vercors, originaire de Chatte. Chiffreuse-codeuse de l'équipe radio de la mission Eucalyptus, elle a été tuée à la Croix des Glovettes (près du « hameau des clots »), trois semaines avant la Libération, par une patrouille de l'armée allemande. Une impasse parisienne et une crèche de la ville de Fontaine portent son nom.
- Michel Poniatowski (1922 - 2002), homme politique français d'origine polonaise. Résistant, ancien député et maire de L'Isle-Adam, ministre de la Santé publique et de la Sécurité sociale de 1973 à 1974 durant le mandat présidentiel de Valéry Giscard d'Estaing. Durant la Seconde Guerre mondiale, il s'engage dès les années 1940 dans les chantiers de jeunesse de Villard-de-Lans, qu'il quittera pour rejoindre le maquis du Vercors[6].

## Personnalités culturelles et scientifiques

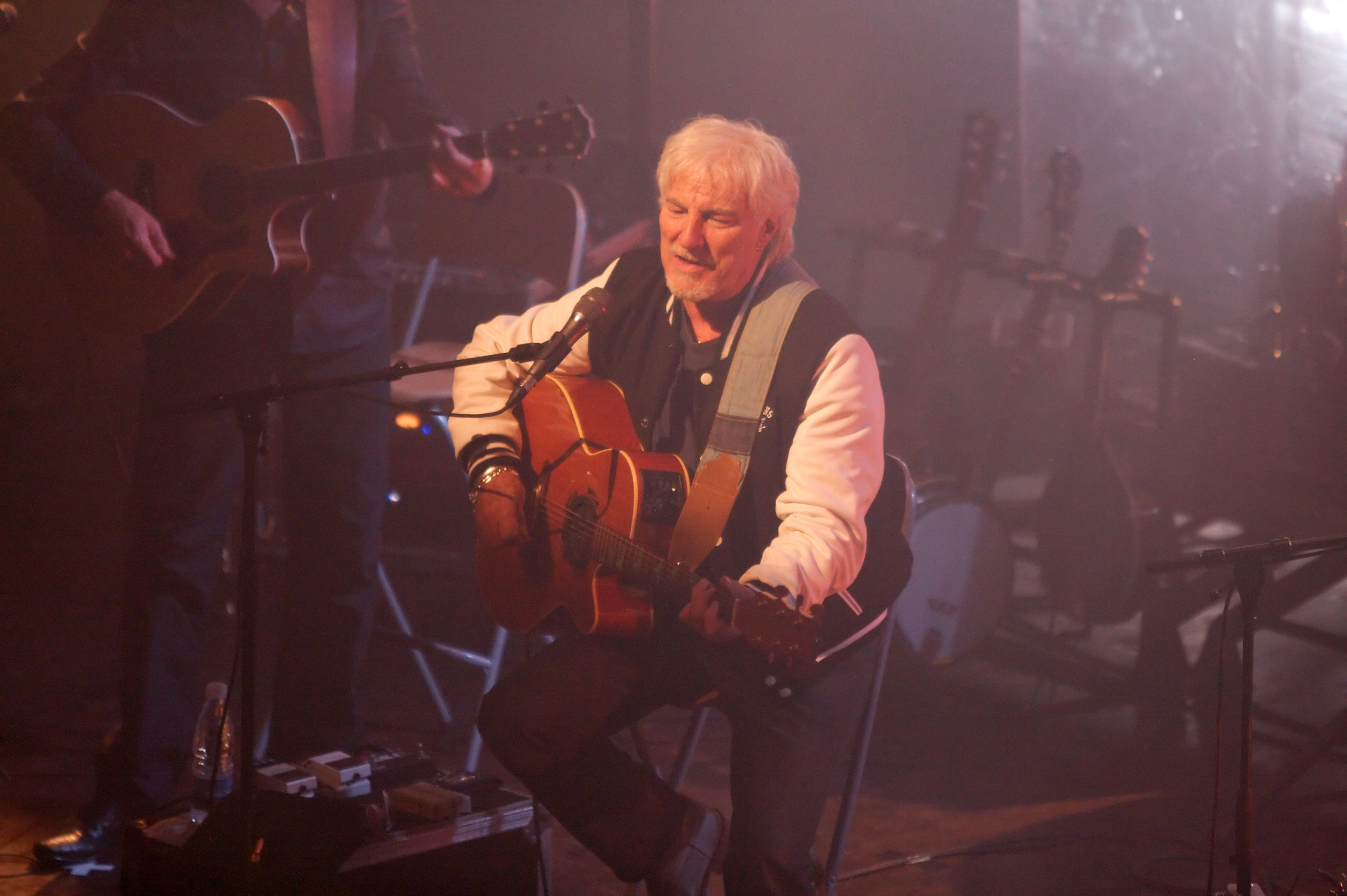
Hugues Aufray en 2009

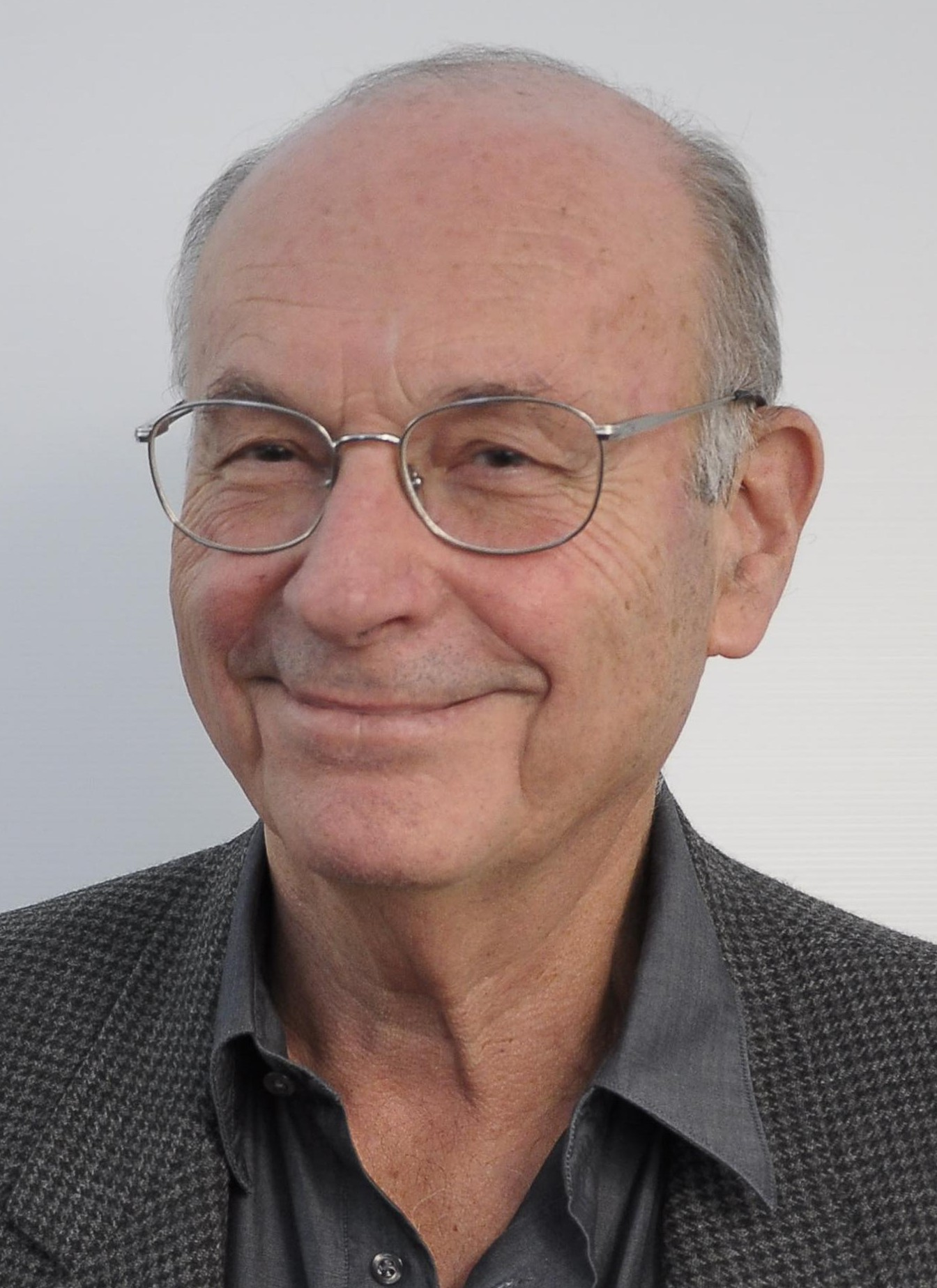
Boris Cyrulnik en 2011

- Joseph Belmont (1928 - 2008), architecte, ancien élève du collège privé Stella-Matutina à Villard-de-Lans. il fut le concepteur du bâtiment de l'Ambassade de France au Japon.
- Hugues Aufray (né en 1929), auteur-compositeur-interprète et guitariste français. Le chanteur a passé de nombreux hivers à Villard-de-Lans, invité par sa tante, Geneviève Aufray, directrice du Collège du Clocher ("Stella Matituna") et il y fut même scolarisé durant toute une année[7].
- Françoise Sagan (1935 - 2004), écrivaine française née à Cajarc, dans le Lot. En raison de sa maigreur maladive, les parents de la future auteure de « Bonjour Tristesse » l'inscrivent à Villard-de-Lans dans un collège climatique dénommé « collège de l'Île-de-France », établissement associé avec la pension « La Clarté ». Son séjour de quelques mois semblera lui être bénéfique car elle retrouvera sa famille à Paris en meilleure forme[8].
- Georges Perec (1936 - 1982), écrivain et verbicruciste français, détenteur du Prix Renaudot en 1965, passa une partie de son enfance à Villard-de-Lans qu'il évoque dans deux de ces romans[9].
En novembre 1941, Cyrla Peretz, la mère du petit Georges, alors âgée de 5 ans, afin de le préserver des rafles antisémites organisées par la milice et la Gestapo sous l'occupation allemande, l’envoie en zone libre à Villard-de-Lans, via un train de la Croix-Rouge. C'est donc dans ce village que le futur écrivain va traverser la guerre, caché au sein de familles locales qui francisent son nom sous le patronyme de Pérec qu'il gardera en tant que romancier. Le petit Georges Perec sera tout d'abord accueilli à la villa des Frimas, puis, ensuite, il sera hébergé au pensionnat le Clocher ("Stella Matituna"), où il passera, seul, le Noël de l'année 1943[10]. Il s'inspira de cette période pour écrire, plus tard, un livre intitulé, « W ou le Souvenir d'enfance ». Georges Perec ne reverra jamais sa mère, qui sera déportée à Auschwitz le 11 février 1943[11].
- Boris Cyrulnik (né en 1937), psychiatre et psychanalyste français a été hébergé à Villard-de-Lans durant la Seconde Guerre mondiale, à l'instar du jeune Georges Pérec, en tant que jeune enfant réfugié pour fuir les armées d'occupation. Il a été hébergé, à ce titre, durant une courte période dans le home d'enfants dénommé le « Gai logis »[12].
- Serge Papagalli (né en 1947) auteur, metteur en scène et comédien dauphinois, préside le festival de Villard-de-Lans vit l'art de rire, ensemble de spectacles d'humour local organisé dans la commune.

## Personnalités sportives
- Daniel Huillier (né en 1928), ancien joueur de hockey sur glace, membre, puis président et mécène du club des Ours de Villard-de-Lans jusqu'en 2014. Il occupe encore en 2017 les fonctions de Président d'honneur. Il fut également un ancien résistant. Son nom figure dans la promotion 2008 du temple de la renommée du hockey français.
- Anne Floriet (née en 1963), skieuse de fond handisport, médaillée d'or et de bronze aux Jeux olympiques handisport de Turin en 2006.
- Stéphane Barin (né en 1971), joueur français de Hockey sur glace, qui joua dans l'équipe des Ours de Villard-de-Lans de 2005 à 2009, puis qui devint son entraîneur jusqu'en 2011.
- Carole Montillet (née en 1973), à l'origine, licenciée au club de Villard-de-Lans, elle fut championne olympique de descente à ski en 2002 et vainqueur de la coupe du monde de Super G en 2003. Une piste de ski porte son nom dans l'Espace Villard-Corrençon. Lors de l'élection régionale de 2015 en Auvergne-Rhône-Alpes, elle figure sur la liste de Laurent Wauquiez, tête de liste LR-UDI-MoDem[13]. Elle est élue conseillère régionale le 13 décembre 2015.

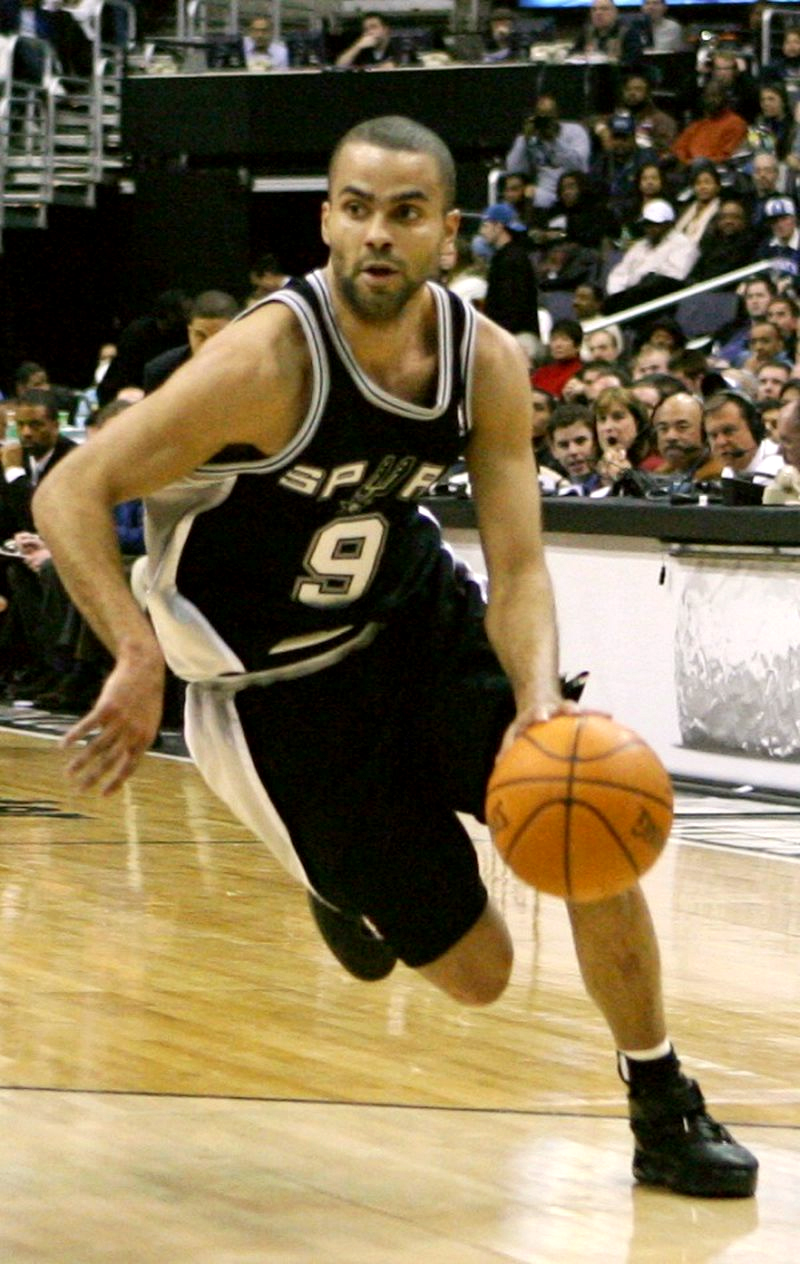
Tony Parker en 2011

- Sylvie Magnat (née en 1973); escrimeuse handisport médaillée de bronze aux Jeux Paralympiques d'Athènes en 2004.
- Robin Duvillard (né en 1983) est un fondeur français qui a commencé sa carrière en 2001. Son meilleur résultat en Coupe du monde est une 4e place obtenue en relais à Sjusjoen en novembre 2011 avec Jean-Marc Gaillard, Maurice Manificat et Christophe Perillat. Le villardien a remporté la médaille de bronze au relais 4 × 10 km de ski de fond aux Jeux olympiques d'hiver de Sotchi le 16 février 2014 avec Gaillard, Manificat et Ivan Perrillat Boiteux. Son meilleur résultat individuel est une deuxième place sur la dernière étape du Tour de ski 2016.
- Tony Parker (né en 1982), ancien joueur de basket-ball franco-américain qui s'est porté acquéreur, en 2019, de la société d’équipement de Villard-de-Lans et de Corrençon-en-Vercors qui couvre le domaine de ski de la station de Villard-Corrençon[14].
- Simon Fourcade (né en 1984), biathlète concourant en Coupe du Monde de biathlon, champion du monde en relais mixte en 2009. Il est médaillé de bronze en relais aux Championnats du monde de Kontiolahti en mars 2015.
- Martin Fourcade (né en 1988), frère de Simon, avec lequel il s'entraîne à Villard-de-Lans. Biathlète vainqueur de quatre globes de coupe du monde et de quatre championnats du monde et médaillé d'argent olympique. Ses dernières prestations aux Jeux olympiques d'hiver de 2014 lui ont permis de ramener deux titres de champion olympique et un titre de vice-champion. En mars 2015, aux Championnats du monde de Kontiolahti, Martin Fourcade est médaillé d'or en course individuelle et renouvelle son exploit, l'année suivante, lors des Championnats du monde de biathlon 2016 en Norvège auquel il associe également deux autres médailles d'or en sprint et en poursuite. Il gagnera également une quatrième médaille d'or lors de ces mêmes championnats de 2016 en relais mixte. En Coupe du monde, il réalise trois Grands Chelems en remportant tous les globes de cristal mis en jeu lors des saisons 2012-2013, 2015-2016 et 2016-2017. Le 26 septembre 2017, Martin Fourcade est désigné porte-drapeau de l'équipe de France pour la cérémonie d'ouverture des Jeux olympiques d'hiver de Pyeongchang 2018.
- Marie Dorin-Habert (née en 1986), biathlète médaillée[15] de bronze pour ses premiers jeux, lors de l'épreuve de sprint en biathlon aux Jeux olympiques d'hiver de 2010 à Sotchi en Russie, double médaillée d'or en sprint et en poursuite aux Championnats du monde de biathlon 2015 qui se sont déroulés à Kontiolahti en Finlande, puis triple médaillée d'or (dont l'épreuve individuelle de 15 km et l'épreuve de Mass-Start de 12,5 km) lors des Championnats du monde de biathlon 2016 d'Oslo en Norvège.

Photos de personnalités sportives villardiennes
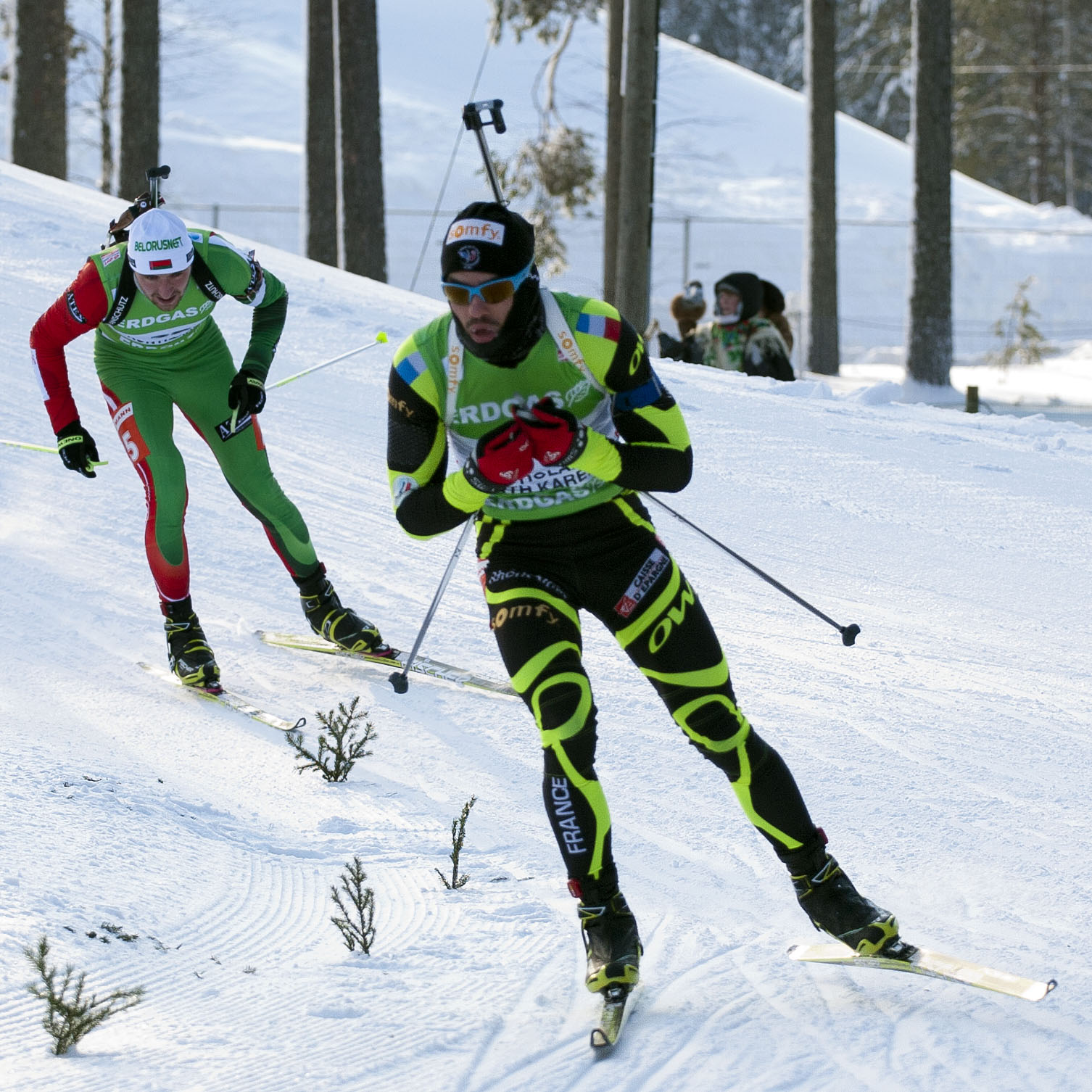
Simon Fourcade
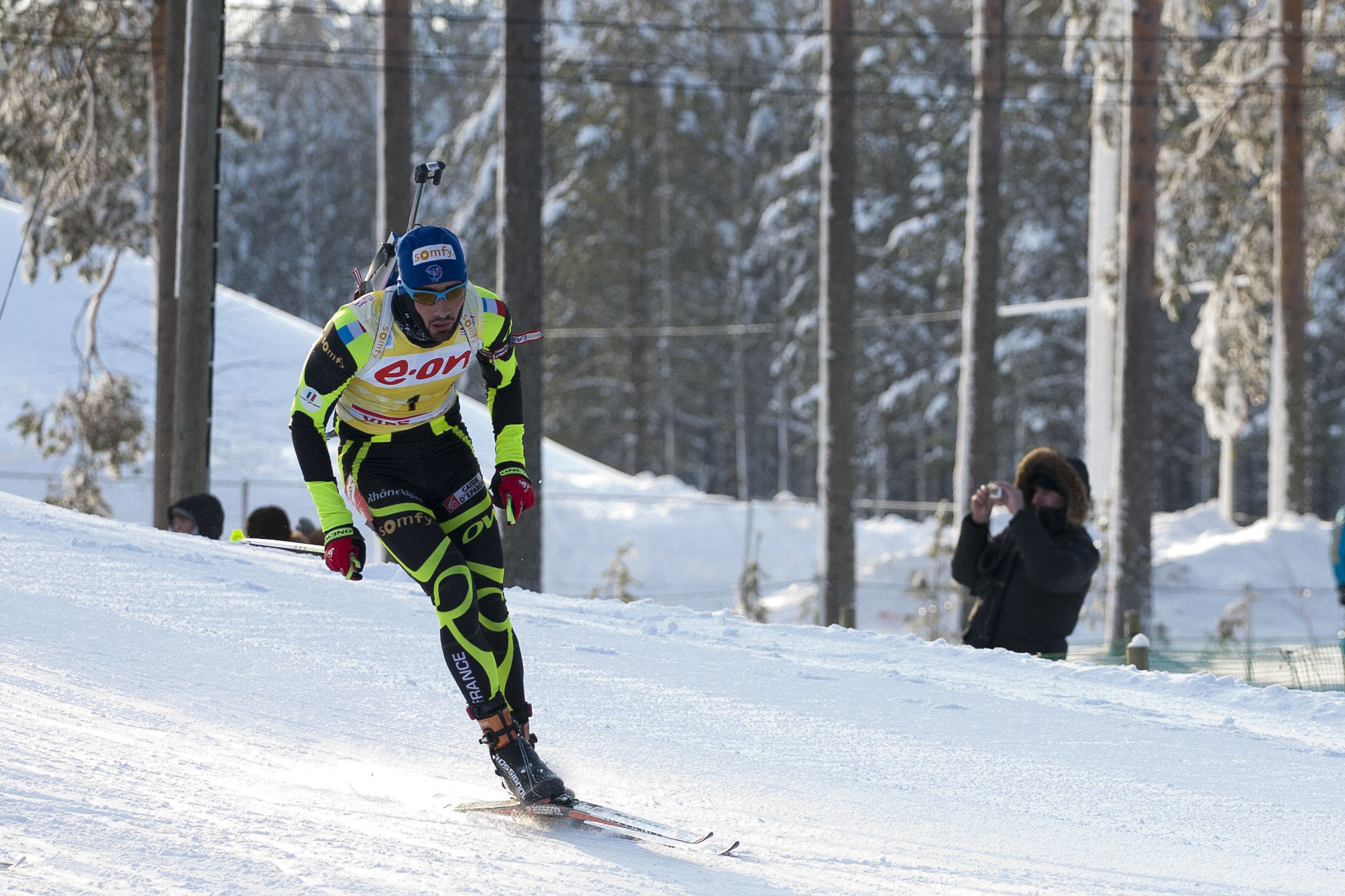
Martin Fourcade
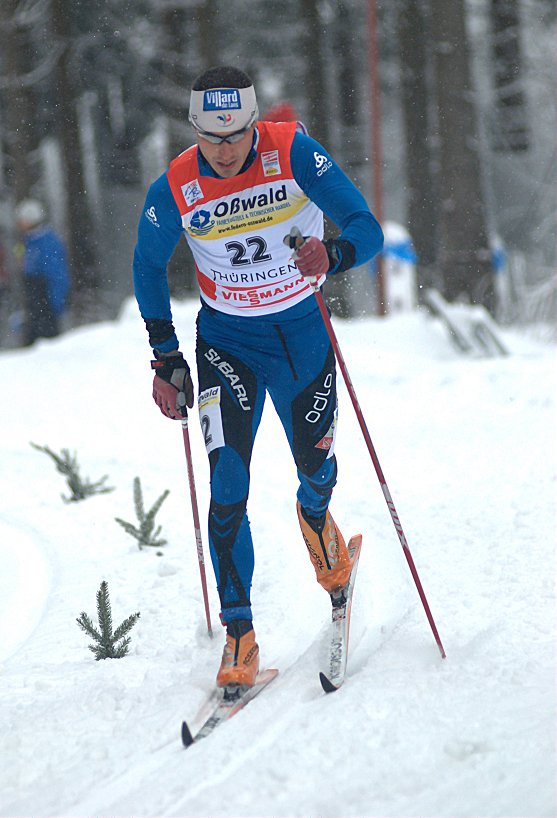
Robin Duvillard
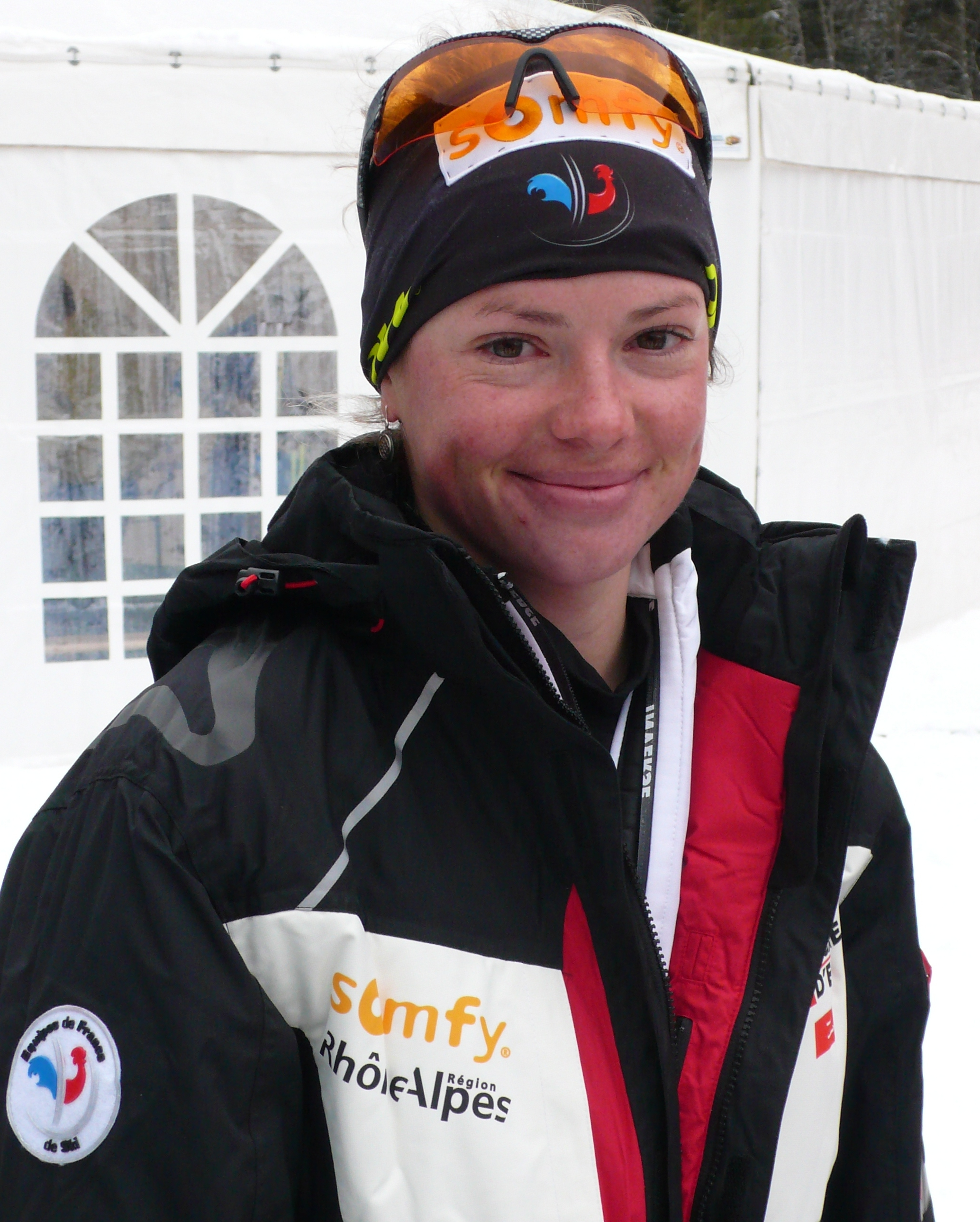
Marie Dorin-Habert
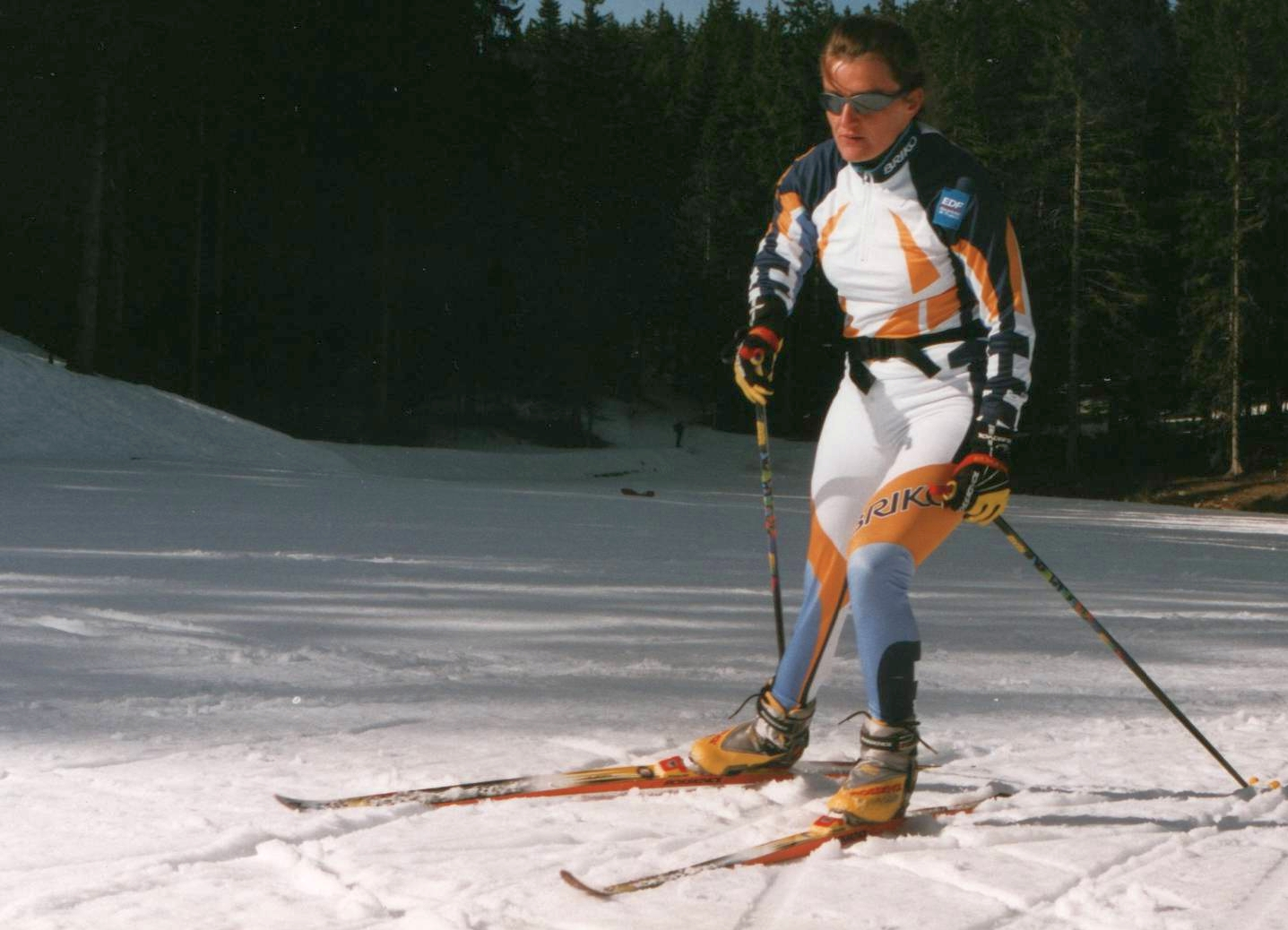
Anne Floret